# Уряд Нової Зеландії
Уряд Нової Зеландії (маор. Te Rūnanga o te Kāwanatanga o Aotearoa, англ. The Cabinet of New Zealand) — вищий орган виконавчої влади Нової Зеландії.

## Голова уряду
- Прем'єр-міністр — Саймон Вільям Інгліш (англ. Simon William English).
- Віце-прем'єр-міністр — Паула Беннетт (англ. Paula Bennett).

## Кабінет міністрів
Склад чинного уряду подано станом на 19 грудня 2016 року.
| Логотип | Міністерство                                                  | Міністр                                           | Фото | Час на посаді | Час на посаді | Партія | Партія | Вебсайт |
| ------- | ------------------------------------------------------------- | ------------------------------------------------- | ---- | ------------- | ------------- | ------ | ------ | ------- |
|         | Міністерство Вханау Ора                                       | Те Уруроа Флавелл (Te Ururoa Flavell)             |      |               |               |        |        |         |
|         | Міністерство виправних справ                                  | Луїс Апстон (Louise Upston)                       |      |               |               |        |        |         |
|         | Міністерство вищої освіти, навичок та зайнятості              | Пол Голдшміт (Paul Goldsmith)                     |      |               |               |        |        |         |
|         | Міністерство внутрішніх справ                                 | Пітер Данн (Peter Dunne)                          |      |               |               |        |        |         |
|         | Міністерство відновлення Великого Крайстчерча                 | Джеральд Ентоні Браунлі (Gerald Anthony Brownlee) |      |               |               |        |        |         |
|         | Міністерство відшкодувань інцидентів на виробництві           | Майкл Вудхаус (Michael Woodhouse)                 |      |               |               |        |        |         |
|         | Міністерство громадського та волонтерського сектору           | Альфред Нгаро (Alfred Ngaro)                      |      |               |               |        |        |         |
|         | Міністерство державних підприємств                            | Тод Макклай (Todd Mcclay)                         |      |               |               |        |        |         |
|         | Міністерство державної служби                                 | Паула Беннетт (Paula Bennett)                     |      |               |               |        |        |         |
|         | Міністерство договору Вайтангі                                | Крістофер Фінлейсон (Christopher Finlayson)       |      |               |               |        |        |         |
|         | Міністерство доходів                                          | Юдіт Коллінс (Judith Collins)                     |      |               |               |        |        |         |
|         | Міністерство екології                                         | Нік Сміт (Nick Smith)                             |      |               |               |        |        |         |
|         | Міністерство економічного розвитку                            | Саймон Бріджес (Simon Bridges)                    |      |               |               |        |        |         |
|         | Міністерство енергетики та ресурсів                           | Юдіт Коллінс (Judith Collins)                     |      |               |               |        |        |         |
|         | Міністерство житла і будівництва                              | Нік Сміт (Nick Smith)                             |      |               |               |        |        |         |
|         | Міністерство жінок                                            | Паула Беннетт (Paula Bennett)                     |      |               |               |        |        |         |
|         | Міністерство засобів масової інформації                       | Емі Адамс (Amy Adams)                             |      |               |               |        |        |         |
|         | Міністерство зв'язку                                          | Саймон Бріджес (Simon Bridges)                    |      |               |               |        |        |         |
|         | Міністерство земельного кадастру                              | Марк Мітчелл (Mark Mitchell)                      |      |               |               |        |        |         |
|         | Міністерство закордонних справ                                | Мюррей Стюарт Маккаллі (Murray Stuart Mccully)    |      |               |               |        |        |         |
|         | Міністерство імміграції                                       | Майкл Вудгауз (Michael Woodhouse)                 |      |               |               |        |        |         |
|         | Міністерство інфраструктури                                   | Стівен Джойс (Steven Joyce)                       |      |               |               |        |        |         |
|         | Міністерство кліматичних змін                                 | Паула Беннетт (Paula Bennett)                     |      |               |               |        |        |         |
|         | Міністерство людей похилого віку                              | Меггі Баррі (Maggie Barry)                        |      |               |               |        |        |         |
|         | Міністерство малого бізнесу                                   | Жаклін Дін (Jacqueline Dean)                      |      |               |               |        |        |         |
|         | Міністерство мистецтв, культури та культурної спадщини        | Меггі Баррі (Maggie Barry)                        |      |               |               |        |        |         |
|         | Міністерство молоді                                           | Ніккі Кей (Nikki Kaye)                            |      |               |               |        |        |         |
|         | Міністерство місцевого самоврядування                         | Ен Толлі (Anne Tolley)                            |      |               |               |        |        |         |
|         | Міністерство народностей                                      | Юдіт Коллінс (Judith Collins)                     |      |               |               |        |        |         |
|         | Міністерство науки та інновацій                               | Пол Голдшміт (Paul Goldsmith)                     |      |               |               |        |        |         |
|         | Міністерство національної безпеки та розвідки                 | Саймон Вільям Інгліш (Simon William English)      |      |               |               |        |        |         |
|         | Міністерство оборони                                          | Джерард Ентоні Браунлі (Gerard Anthony Brownlee)  |      |               |               |        |        |         |
|         | Міністерство освіти                                           | Хекіа Парата (Hekia Parata)                       |      |               |               |        |        |         |
|         | Міністерство охорони здоров'я                                 | Джонатан Девід Колман (Jonathan David Coleman)    |      |               |               |        |        |         |
|         | Міністерство охорони природи                                  | Меггі Баррі (Maggie Barry)                        |      |               |               |        |        |         |
|         | Міністерство первинного сектора промисловості                 | Натан Гай (Nathan Guy)                            |      |               |               |        |        |         |
|         | Міністерство перегонів                                        | Натан Гай (Nathan Guy)                            |      |               |               |        |        |         |
|         | Міністерство подолання наслідків Кентерберійського землетрусу | Джерард Ентоні Браунлі (Gerard Anthony Brownlee)  |      |               |               |        |        |         |
|         | Міністерство поліції                                          | Паула Беннетт (Paula Bennett)                     |      |               |               |        |        |         |
|         | Міністерство продовольчої безпеки                             | Девід Беннетт (David Bennett)                     |      |               |               |        |        |         |
|         | Міністерство регуляторної реформи                             | Пол Голдшміт (Paul Goldsmith)                     |      |               |               |        |        |         |
|         | Міністерство розвитку маорі                                   | То Уруроа Флавелл (To Ururoa Flavell)             |      |               |               |        |        |         |
|         | Міністерство соціальних інвестицій                            | Емі Адамс (Amy Adams)                             |      |               |               |        |        |         |
|         | Міністерство соціального житла                                | Емі Адамс (Amy Adams)                             |      |               |               |        |        |         |
|         | Міністерство соціального розвитку                             | Енн Толлі (Anne Tolley)                           |      |               |               |        |        |         |
|         | Міністерство спорту та рекреації                              | Джонатан Девід Колман (Jonathan David Coleman)    |      |               |               |        |        |         |
|         | Міністерство                                                  | Марк Мітчелл (Mark Mitchell)                      |      |               |               |        |        |         |
|         | Міністерство судів                                            | Емі Адамс (Amy Adams)                             |      |               |               |        |        |         |
|         | Міністерство техніки безпеки на робочих місцях                | Майкл Вудгауз (Michael Woodhouse)                 |      |               |               |        |        |         |
|         | Міністерство тихоокеанських народів                           | Альфред Нгаро (Alfred Ngaro)                      |      |               |               |        |        |         |
|         | Міністерство товарів                                          | Нікі Вагнер (Nicky Wagner)                        |      |               |               |        |        |         |
|         | Міністерство торгівлі                                         | Тодд Макклай (Todd Mcclay)                        |      |               |               |        |        |         |
|         | Міністерство торгівлі та справ споживачів                     | Жаклін Дін (Jacqui Dean)                          |      |               |               |        |        |         |
|         | Міністерство транспорту                                       | Саймон Бріджес (Simon Bridges)                    |      |               |               |        |        |         |
|         | Міністерство туризму                                          | Паула Беннетт (Paula Bennett)                     |      |               |               |        |        |         |
|         | Міністерство у справах ветеранів                              | Девід Беннетт (David Bennett)                     |      |               |               |        |        |         |
|         | Міністерство у справах інвалідів                              | Нікі Вагнер (Nicky Wagner)                        |      |               |               |        |        |         |
|         | Міністерство фінансів                                         | Стівен Джойс (Steven Joyce)                       |      |               |               |        |        |         |
|         | Міністерство цивільної оборони                                | Джерард Ентоні Браунлі (Gerard Anthony Brownlee)  |      |               |               |        |        |         |
|         | Міністерство юстиції                                          | Емі Адамс (Amy Adams)                             |      |               |               |        |        |         |